# The Predator (album)
The Predator is het derde soloalbum van rapper Ice Cube. Het was eigenlijk bedoeld om begin 1992 al uit te komen, maar de autoriteiten vonden het album olie op het vuur van de Rodney King-rellen en verboden het.
In 1991 had men voor het eerst vastgelegd op camera hoe racistische politieagenten een onschuldige zwarte afsloegen, bekend als de Rodney King-video. Toen de politieagenten vervolgens werden vrijgesproken, terwijl het op camera was vastgelegd, ontbrandde Los Angeles, de zogenoemde Rodney King rellen. Ice Cube, die in het verleden al meerdere malen had geprotesteerd tegen het politiegeweld, verwees op dit Album veel naar het "Not Guilty"-vonnis. Vooral het nummer We had to tear this mothafucka up ging hier op in. Het nummer begint met het not guilty vonnis van de politieagenten en dan start Ice Cube te rappen:
Not Guilty Not Guilty??
The Devils are tryin' to kill me.
Het album is iets minder politiek als zijn vorige Death Certificate, maar wel veel harder dan Ice Cube's vorige releases. Vooral het nummer When Will They Shoot? vlak na de intro is een zwaar hard nummer waarbij je geen moment de aandacht verliest. Ook reageert Ice Cube op de kritiek op het verwijzen naar N.W.A's manager Jerry Heller als Jew:
I told you what happened and you heard it, read it
But all you could call me was anisimetic.
Over het feit dat de media niet ingingen op al zijn sociale en politieke punten, en alleen hierop kritiek hadden, terwijl de uitspraak van Ice Cube op zijn vorige album Death Certificate ergens anders over ging dan antisemitisme. Het album bevat ook het nummer Today Was A Good Day, een nummer waarop Ice Cube vol verbazing verteld wat voor ongelofelijke geweldige dingen vandaag gebeuren, terwijl deze dingen in het leven van een normaal persoon heel gewoon zijn. Hij zegt zo eigenlijk dat het op andere dagen niet zo is. Bijvoorbeeld:
Saw tha police and they rolled right passed me.
En:
Plus nobody I know got killed in south central LA, I gotta say it was a good day.
Het Predator-album is Ice Cube's best verkopende album tot nu toe. Dit heeft waarschijnlijk met de Rodney King rellen te maken. De 2003 re-release van het album geeft remixen van Check Yo Self en Today was a good day. Ook geeft deze uitgave de nummers 24 Wit An L en U Aint Gonna Take My Life daarvoor alleen op B-kanten.

## Tracklist
| Nummer | Titel                             | Artiest            | Duur |
| ------ | --------------------------------- | ------------------ | ---- |
| 1      | The First Day of School (Intro)   | Ice Cube           | 1:20 |
| 2      | When Will They Shoot?             | Ice Cube           | 4:36 |
| 3      | I'm Scared (Insert)               | Ice Cube           | 1:32 |
| 4      | Wicked                            | Ice Cube           | 3:55 |
| 5      | Now I Gotta Wet 'Cha              | Ice Cube           | 4:03 |
| 6      | The Predator                      | Ice Cube           | 4:03 |
| 7      | It Was A Good Day                 | Ice Cube           | 4:20 |
| 8      | We Had to Tear This Mothafucka Up | Ice Cube           | 4:23 |
| 9      | Fuck 'Em [Insert]                 | Ice Cube           | 2:02 |
| 10     | Dirty Mack                        | Ice Cube           | 4:34 |
| 11     | Don't Trust 'Em                   | Ice Cube           | 4:06 |
| 12     | Gangsta's Fairytale, Pt. 2        | Ice Cube           | 3:19 |
| 13     | Check Yo Self                     | Ice Cube & Das EFX | 3:42 |
| 14     | Who Got the Camera?               | Ice Cube           | 4:37 |
| 15     | Integration (Insert)              | Ice Cube           | 2:31 |
| 16     | Say Hi to the Bad Guy             | Ice Cube           | 3:22 |
|        | 2003 Re-Release Bonus Tracks:     |                    |      |
| 17     | Check Yo Self (The Message Remix) | Ice Cube           | 3.54 |
| 18     | It Was A Good Day (Remix)         | Ice Cube           | 4.28 |
| 19     | 24 Wit An L                       | Ice Cube           | 3.25 |
| 20     | U Aint Gonna Take My Life         | Ice Cube           | 4.09 |